# Tripseuxoa kirschi
Tripseuxoa kirschi là một loài bướm đêm trong họ Noctuidae.